# Solar Radiation and Climate Experiment

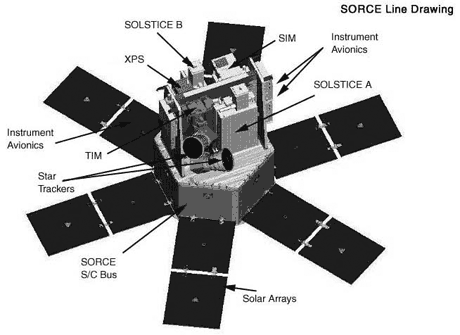
Aufbau des SORCE-Satelliten

Solar Radiation and Climate Experiment (SORCE) ist ein Satellitenobservatorium der NASA, mit dem der Einfluss der Energieabstrahlung der Sonne auf das Klima und die Atmosphäre der Erde untersucht werden soll. SORCE war Bestandteil der Earth Observing Systems.
SORCE führte die langfristigen Messungen der Gesamtstrahlung der Sonne durch die Earth-Radiation-Budget- und ACRIM-Instrumente weiter.

## Aufbau
Der Satellit wurde von der Orbital Sciences Corporation in Dulles, Virginia im Auftrag des Laboratory for Atmospheric and Space Physics (LASP) der University of Colorado Boulder gebaut. Es handelt sich um ein drei-Achsen-stabilisiertes Raumfahrzeug mit einem Steuersystem, welches den Satelliten zur Sonne und nach Kalibrierungssternen ausrichtet. Die Abmessungen betragen im eingeklappten Zustand 100 cm × 160 cm. Wenn die Solarpaneele ausgeklappt sind, hat der Satellit Abmessungen von 339 cm × 160 cm. Das Startgewicht betrug 290 Kilogramm. Die Solarzellen liefern eine Leistung von 348 Watt.

## Instrumente
- Total Irradiance Monitor (TIM)
- Spectral Irradiance Monitor (SIM) A and B
- Solar Stellar Irradiance Comparison Experiment (SOLSTICE) A and B
- XUV Photometer System (XPS)

## Missionsverlauf
Am 25. Januar 2003 wurde der 632 kg schwere Forschungssatellit mit einer flugzeuggestützten Pegasus XL gestartet. Betrieben wurde der Satellit vom LASP in Boulder. Die Mission war ursprünglich für fünf Jahre ausgelegt, wurde aber verlängert. Nach acht Jahren traten Batterieprobleme auf, so dass ein ganztägiger Betrieb nicht mehr möglich war. Der als Ersatz geplante Satellit Glory fiel am 4. März 2011 einem Fehlstart zum Opfer. Erst das Instrument TSIS 1, das im Dezember 2017 zur Internationalen Raumstation gebracht wurde, konnte gleichwertige Messungen durchführen. Nach einer Zeit des Parallelbetriebs traft die NASA die Entscheidung, SORCE abzuschalten. Am 25. Februar 2020 ging der Satellit außer Betrieb. Der Wiedereintritt in die Erdatmosphäre wurde für das Jahr 2032 berechnet.